# Bartolomé Martí
Bartolomé Martí, le cardinal de Segorbe (né entre 1430 et 1440 à Valence en Espagne, et mort à Rome le 25 mars 1500) est un cardinal espagnol du XVe siècle .

## Biographie
Bartolomé Martí est majordome du cardinal Rodrigo de Borja, le futur pape Alexandre VI. Il est élu évêque de Segorbe en 1473. En 1487 il va à Rome et y  reste  le reste de sa vie. Martí est abbé commendataire d'Ambournay et chancelier du cardinal Borja.
Le pape Alexandre VI le crée cardinal lors du consistoire du 19 février 1496. Il est nommé administrateur apostolique du diocèse de Bagnoregio en 1497 et est camerlingue du Sacré Collège en 1499 et 1500. À partir de 1499, il est évêque de Toul.